# 諸宗部 (大正蔵)
諸宗部（しょしゅうぶ）とは、大正新脩大蔵経において、中国仏教の各宗派に関連する著作をまとめた領域のこと。
第20番目の部であり、収録されている典籍ナンバーは1851から2025まで。巻数では第44巻（末尾）から第48巻にかけてに相当する。

## 構成

### 巻別
- 諸宗部 （一） 第44巻 - No.1851
- 諸宗部 （二） 第45巻 - No.1852-1910
- 諸宗部 （三） 第46巻 - No.1911-1956
- 諸宗部 （四） 第47巻 - No.1957-2000
- 諸宗部 （五） 第48巻 - No.2001-2025

### 宗派別
| 宗派            | 述者 | 巻数           | 通し番号     |
| --------------- | --- | -------------- | ------------ |
| 黎明期・ 三論宗 | 慧遠、吉蔵、鳩摩羅什、僧肇など | 第44巻・第45巻 | No.1851-1860 |
| 法相宗          | 窺基、慧沼など | 第45巻         | No.1861-1865 |
| 華厳宗          | 杜順、智儼、法蔵、澄観、宗密、李通玄 - 義湘、元暁など | 第45巻         | No.1866-1891 |
| 律宗            | 道宣、元照 - 義浄、抜合思巴（パクパ）[集]など | 第45巻         | No.1892-1910 |
| 天台宗          | 慧思、智顗、灌頂、湛然、遵式、知礼など | 第46巻         | No.1911-1956 |
| 浄土教          | 曇鸞、道綽、善導など | 第47巻         | No.1957-1984 |
| 禅宗            | 慧照（臨済義玄）、洞山悟本（洞山良价）、曹山元証（曹山本寂）、雲門匡真（雲門文偃）、潙山霊祐、仰山慧寂、清涼文益（法眼文益）、黄龍慧南、楊岐方会、五祖法演、雪竇明覚、円悟仏果（圜悟克勤）、大慧普覚（大慧宗杲）、虚堂智愚、宏智正覚、天童如浄、永明延寿、知訥など | 第47巻・第48巻 | No.1985-2025 |

### 詳細
諸宗部 （一） 第44巻 - No.1851
- 1851.『大乗義章』

諸宗部 （二） 第45巻 - No.1852-1910
- 1852.『三論玄義』
- 1853.『大乗玄論』
- 1854.『二諦義』
- 1855.『三論遊意義』
- 1856.『鳩摩羅什法師大義』
- 1857.『宝蔵論』
- 1858.『肇論』
- 1859.『肇論疏』
- 1860.『肇論新疏』
- 1861.『大乗法苑義林章』
- 1862.『勧発菩提心集』
- 1863.『能顕中辺慧日論』
- 1864.『大乗入道次第』
- 1865.『八識規矩補註』
- 1866.『華厳一乗教義分斉章』
- 1867.『華厳五教止観』
- 1868.『華厳一乗十玄門』
- 1869.『華厳五十要問答』
- 1870.『華厳経内章門等雑孔目章』
- 1871.『華厳経旨帰』
- 1872.『華厳策林』
- 1873.『華厳経問答』
- 1874.『華厳経明法品内立三宝章』
- 1875.『華厳経義海百門』
- 1876.『修華厳奥旨妄尽還源観』
- 1877.『華厳遊心法界記』
- 1878.『華厳発菩提心章』
- 1879.『華厳経関脈義記・華厳関脈義記』
- 1880.『金師子章雲間類解』
- 1881.『大方広仏華厳経金師子章』
- 1882.『三聖円融観門』
- 1883.『華厳法界玄鏡』
- 1884.『注華厳法界観門』
- 1885.『註華厳経題法界観門頌』
- 1886.『原人論』
- 1887A.『華厳一乗法界図』
- 1887B.『法界図記叢髄録』
- 1888.『解迷顕智成悲十明論』
- 1889.『海印三昧論』
- 1890.『華厳一乗成仏妙義』
- 1891.『文殊指南図讃』
- 1892.『関中創立戒壇図経』
- 1893.『浄心誡観法』
- 1894.『釈門章服儀』
- 1895.『量処軽重儀』
- 1896.『釈門帰敬儀』
- 1897.『教誡新学比丘行護律儀』
- 1898.『律相感通伝』
- 1899.『中天竺舎衛国祇洹寺図経』
- 1900.『仏制比丘六物図』
- 1901.『護命放生軌儀法』
- 1902.『受用三水要行法』
- 1903.『説罪要行法』
- 1904.『根本説一切有部出家授近円羯磨儀範』
- 1905.『根本説一切有部苾芻習学略法』
- 1906.『菩薩戒本宗要』
- 1907.『菩薩戒本持犯要記』
- 1908.『大乗六情懺悔』
- 1909.『慈悲道場懺法』
- 1910.『慈悲水懺法』

諸宗部 （三） 第46巻 - No.1911-1956
- 1911.『摩訶止観』
- 1912.『止観輔行伝弘決』
- 1913.『止観義例』
- 1914.『止観大意』
- 1915.『修習止観坐禅法要』
- 1916.『釈禅波羅蜜次第法門』
- 1917.『六妙法門』
- 1918.『四念処』
- 1919.『天台智者大師禅門口訣』
- 1920.『観心論』
- 1921.『観心論疏』
- 1922.『釈摩訶般若波羅蜜経覚意三昧』
- 1923.『諸法無諍三昧法門』
- 1924.『大乗止観法門』
- 1925.『法界次第初門』
- 1926.『法華経安楽行義』
- 1927.『十不二門』
- 1928.『十不二門指要鈔』
- 1929.『四教義』
- 1930.『天台八教大意』
- 1931.『天台四教儀』
- 1932.『金剛錍』
- 1933.『南嶽慧思大禅師立誓願文』
- 1934.『国清百録』
- 1935.『法智遺編観心二百問』
- 1936.『四明十義書』
- 1937.『四明尊者教行録』
- 1938.『天台伝仏心印記』
- 1939.『教観綱宗』
- 1940.『方等三昧行法』
- 1941.『法華三昧懺儀』
- 1942.『法華三昧行事運想補助儀』
- 1943.『略法華三昧補助儀』
- 1944.『礼法華経儀式』
- 1945.『金光明懺法補助儀』
- 1946.『金光明最勝懺儀』
- 1947.『釈迦如来涅槃礼讃文』
- 1948.『天台智者大師斎忌礼讃文』
- 1949.『請観世音菩薩消伏毒害陀羅尼三昧儀』
- 1950.『千手眼大悲心呪行法』
- 1951.『熾盛光道場念誦儀』
- 1952.『観自在菩薩如意輪呪課法』
- 1953.『菩提心義』
- 1954.『明仏法根本碑』
- 1955.『顕密円通成仏心要集』
- 1956.『密呪円因往生集』

諸宗部 （四） 第47巻 - No.1957-2000
- 1957.『略論安楽浄土義』
- 1958.『安楽集』
- 1959.『観念阿弥陀仏相海三昧功徳法門』
- 1960.『釈浄土群疑論』
- 1961.『浄土十疑論』
- 1962.『五方便念仏門』
- 1963.『浄土論』
- 1964.『西方要決釈疑通規』
- 1965.『遊心安楽道』
- 1966.『念仏鏡』
- 1967.『念仏三昧宝王論』
- 1968.『往生浄土決疑行願二門』
- 1969A.『楽邦文類』
- 1969B.『楽邦遺稿』
- 1970.『龍舒増広浄土文』
- 1971.『浄土境観要門』
- 1972.『浄土或問』
- 1973.『廬山蓮宗宝鑑』
- 1974.『宝王三昧念仏直指』
- 1975.『浄土生無生論』
- 1976.『西方合論』
- 1977.『浄土疑辨』
- 1978.『讃阿弥陀仏偈』
- 1979.『転経行道願往生浄土法事讃』
- 1980.『往生礼讃偈』
- 1981.『依観経等明般舟三昧行道往生讃』
- 1982.『集諸経礼懺儀』
- 1983.『浄土五会念仏略法事儀讃』
- 1984.『往生浄土懺願儀』
- 1985.『鎮州臨済慧照禅師語録』
- 1986A.『筠州洞山悟本禅師語録』
- 1986B.『瑞州洞山良价禅師語録』
- 1987A.『撫州曹山元証禅師語録』
- 1987B.『撫州曹山本寂禅師語録』
- 1988.『雲門匡真禅師広録』
- 1989.『潭州潙山霊祐禅師語録』
- 1990.『袁州仰山慧寂禅師語録』
- 1991.『金陵清涼院文益禅師語録』
- 1992.『汾陽無徳禅師語録』
- 1993.『黄龍慧南禅師語録・黄龍慧南禅師語録続補』
- 1994A.『楊岐方会和尚語録』
- 1994B.『楊岐方会和尚後録』
- 1995.『法演禅師語録』
- 1996.『明覚禅師語録・明州雪竇山資聖寺第六祖明覚大師塔銘』
- 1997.『円悟仏果禅師語録』
- 1998A.『大慧普覚禅師語録』
- 1998B.『大慧普覚禅師宗門武庫』
- 1999.『密菴和尚語録』
- 2000.『虚堂和尚語録』

諸宗部 （五） 第48巻 - No.2001-2025
- 2001.『宏智禅師広録』
- 2002A.『如浄和尚語録』
- 2002B.『天童山景徳寺如浄禅師続語録』
- 2003.『仏果圜悟禅師碧巌録』
- 2004.『万松老人評唱天童覚和尚頌古従容庵録』
- 2005.『無門関』
- 2006.『人天眼目』
- 2007.『南宗頓教最上大乗摩訶般若波羅蜜経六祖恵能大師於韶州大梵寺施法壇経』
- 2008.『六祖大師法宝壇経・六祖大師縁記外記』
- 2009.『小室六門』
- 2010.『信心銘』
- 2011.『最上乗論』
- 2012A.『黄檗山断際禅師伝心法要』
- 2012B.『黄檗断際禅師宛陵録』
- 2013.『禅宗永嘉集』
- 2014.『永嘉証道歌』
- 2015.『禅源諸詮集都序』
- 2016.『宗鏡録』
- 2017.『万善同帰集』
- 2018.『永明智覚禅師唯心訣』
- 2019A.『真心直説』
- 2019B.『誡初心学人文』
- 2020.『高麗国普照禅師修心訣』
- 2021.『禅宗決疑集』
- 2022.『禅林宝訓』
- 2023.『緇門警訓』
- 2024.『禅関策進』
- 2025.『勅修百丈清規』